# Línea M-113 (Área de Málaga)
La línea M-113 es una ruta de transporte público en autobús interurbano del Consorcio de Transporte Metropolitano del Área de Málaga. Une los municipios de Málaga y Fuengirola, sin realizar ninguna otra parada intermedia.

## Detalles de la línea
| Línea | Trayecto          | Recorrido y Horarios | Plano |
| ----- | ----------------- | -------------------- | ----- |
| M-113 | Málaga-Fuengirola | Recorrido y Horarios | Plano |